# Hohenzollern (pruska pokrajina)
Hohenzollern (punim imenom Hohenzollernsche Lande) bila je de facto pokrajina Kraljevine Pruske. Nastala je 1850. godine spajanjem kneževina Hohenzollern-Sigmaringen i Hohenzollern-Hechingen nakon što su obije bivše samostalne katoličke kneževske linije kuće Hohenzollern predale svoju suverenost Pruskoj, kojom je vladala protestantska grana Hohenzollerna. Koristila je isti grb kao vladajuća dinastija.
Pokraijina Hohenzollern sastojala se od jednog okruga, Regierungsbezirk Sigmaringen. Posljednji popis stanovništva iz 1939. godine naveo je 74.000 stanovnika. Glavni grad mu je Sigmaringen. Dok je Hohenzollern uživala sva prava kao pokrajina unutar Pruske, uključujući i zastupnike u pruskom parlamentu, njezina vojna pitanja bila su pod nadležnosti Rajnske pokrajine. Regierungsbezirk Sigmaringen nadalje je podijeljen na sedam Oberamtsbezirkea iako je samo četvero njih preostalo do 1925., kada su se spojili i ponovno podijelili na dva nova okruga.
Godine 1946., francuska vojna uprava pridružila je to područje teritoriju savezne države Württemberg-Hohenzollern. Od 1952. godine, Hohenzollern dio je njemačke savezne države Baden-Württemberg.
Nakon regionalnih reformi u 1973., granice Hohenzollerna konačno su ukinute, a regija je tada podijeljena na okruge Sigmaringen i Zollernalbkreis u sklopu kojih su i zemlje koje nisu bile dio teritorija Hohenzollern pokrajine.